# Jiří Žaloudek
Jiří Žaloudek – czeski strongman.
Wymiary:
- wzrost 188 cm
- waga 129 kg

Mieszka w miasteczku Čáslav.

## Osiągnięcia strongman
- 2001
  - 11. miejsce - Super Seria 2001: Praga
- 2007
  - 5. miejsce - Mistrzostwa Europy Centralnej Strongman w Parach 2007
  - 2. miejsce - Puchar Europy Par Strongman WP 2007
- 2008
  - 3. miejsce - Mistrzostwa Europy Centralnej Strongman w Parach 2008